# トヨタ・TF108
トヨタ・TF108はトヨタが2008年のF1世界選手権に投入したフォーミュラ1カー。

## 特徴
2006年10月から開発が開始された当マシンの主な変更箇所は、ホイールベースの延長、空力性能の向上、サスペンションの改良、新しいギヤボックスである。特に空力性能に関しては、前代のTF107がTF106を進化させたものであったのに対して、今回は全く新しいコンセプトを取り入れている。シーズン前には、エースドライバーのヤルノ・トゥルーリに「奇妙な動物」と評されるも、前年以上のパフォーマンスを示した。第11戦のハンガリーグランプリからは流行のシャークフィンが追加された。
直線でのトップスピードに欠ける反面、低速コーナーが多いテクニカルなセクターを得意にしたクルマに仕上がっており、ハンガロリンクや富士スピードウェイの第3セクターやインテルラゴスの第2セクターでは予選・決勝を通じてトップクラスのタイムをたたき出すほどで、そのような低速セクターで稼ぎ出したマージンをその後の高速セクターで詰められても抜かせるまでには至らない、という性格のクルマであった。
なおTF108の新車発表会の模様はインターネットライブで生中継された。

## カラーリング
- フランスGPでは、トヨタF1の初代代表であったオベ・アンダーソンが2008年6月11日にラリー事故で死去したことから、フロントノーズに黒い線が入れられた。
- イギリスGPでは、映画ダークナイトの宣伝としてリヤウイング翼端板などにマークが描かれた。

## スペック

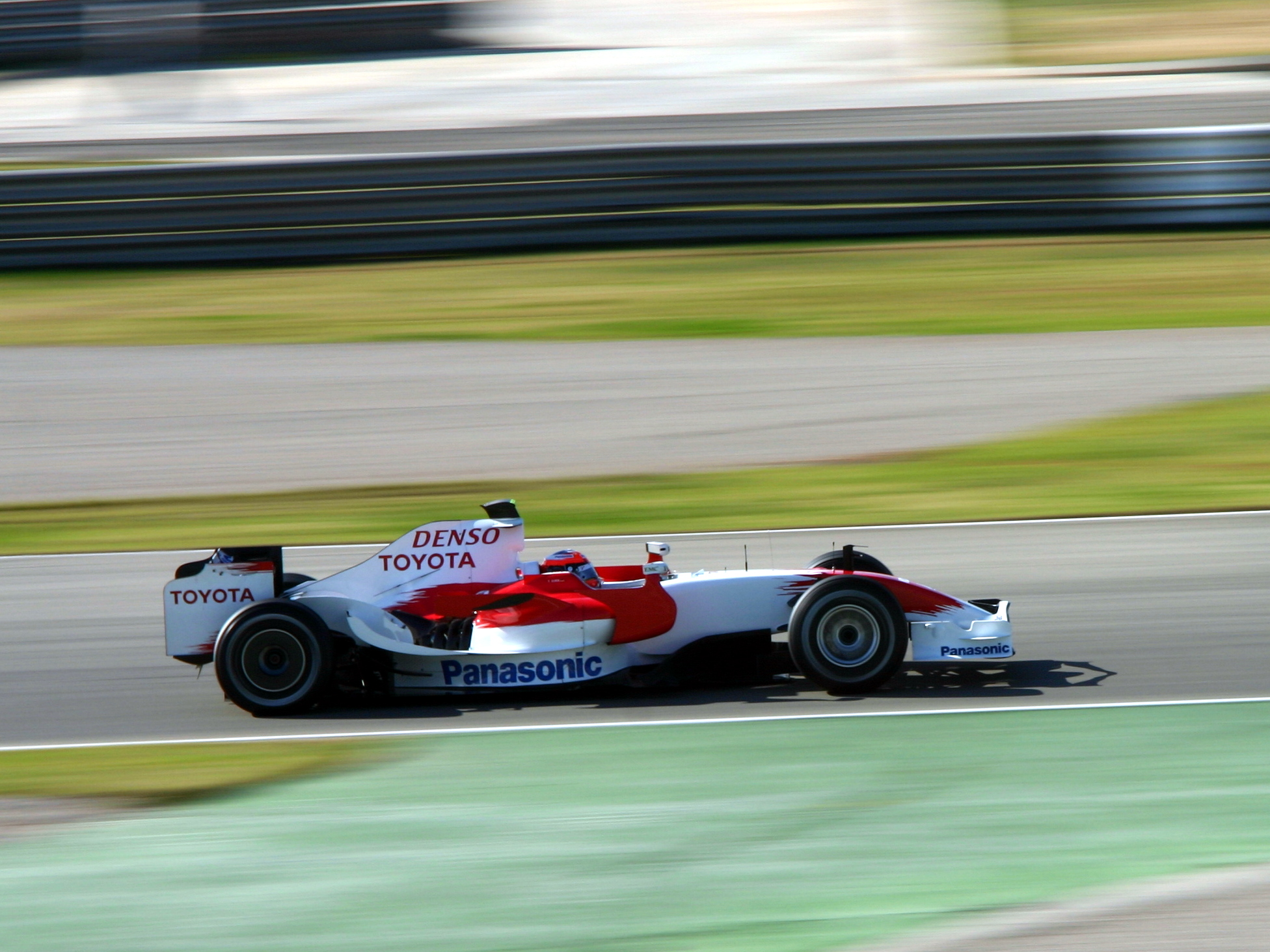
バレンシアテスト時のTF108

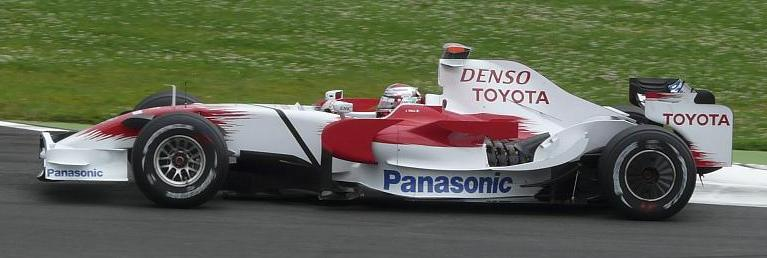
フランスGPでのマシン。

### シャーシ
- シャーシ名 TF108
- 全長 4,636 mm
- 全幅 1,800 mm
- 全高 950 mm
- ブレーキキャリパー ブレンボ
- ブレーキディスク・パッド ヒトコ
- ダンパー ペンスキー
- ホイール BBS
- タイヤ ブリヂストン
- ギヤボックス 7速＋リバース1速セミオートマチック
- エレクトロニクス トヨタ/マニエッティ・マレリ・マクラーレン
- シートベルト タカタ
- 重量 605kg

### エンジン
- エンジン名 RVX-08
- 気筒数・角度 V型8気筒・90度
- 排気量 2,398 cc
- 最高回転数 19,000回転（レギュレーションで規定）
- 最大馬力 約740馬力
- バルブ駆動 圧搾空気式
- スロットル駆動 油圧式
- スパークプラグ デンソー
- 燃料・油脂類 エッソ

## 記録
| 年   | No. | ドライバー         | 1   | 2   | 3   | 4   | 5   | 6   | 7   | 8   | 9   | 10  | 11  | 12  | 13  | 14  | 15  | 16  | 17  | 18  | ポイント | ランキング |
| 年   | No. | ドライバー         | AUS | MAL | BHR | ESP | TUR | MON | CAN | FRA | GBR | GER | HUN | EUR | BEL | ITA | SIN | JPN | CHN | BRA | ポイント | ランキング |
| ---- | --- | ------------------ | --- | --- | --- | --- | --- | --- | --- | --- | --- | --- | --- | --- | --- | --- | --- | --- | --- | --- | -------- | ---------- |
| 2008 | 11  | ヤルノ・トゥルーリ | Ret | 4   | 6   | 8   | 10  | 13  | 6   | 3   | 7   | 9   | 7   | 5   | 16  | 13  | Ret | 5   | Ret | 8   | 56       | 5位        |
| 2008 | 12  | ティモ・グロック   | Ret | Ret | 9   | 11  | 13  | 12  | 4   | 11  | 12  | Ret | 2   | 7   | 9   | 11  | 4   | Ret | 7   | 6   | 56       | 5位        |

- ドライバーズランキング
  - ヤルノ・トゥルーリ 9位
  - ティモ・グロック 10位